# Молден (Вашингтон)
Молден (енгл. Malden) град је у америчкој савезној држави Вашингтон. По попису становништва из 2010. у њему је живело 203 становника.

## Демографија
Према попису становништва из 2010. у граду је живело 203 становника, што је 12 (5,6%) становника мање него 2000. године.
| Група             | 2000.       | 2010.       |
| Белци             | 205 (95,3%) | 187 (92,1%) |
| Афроамериканци    | 1 (0,5%)    | 0 (0,0%)    |
| Азијати           | 0 (0,0%)    | 0 (0,0%)    |
| Хиспаноамериканци | 2 (0,9%)    | 8 (3,9%)    |
| Укупно            | 215         | 203         |